# Клір-Крік (Юта)
Клір-Крік (англ. Clear Creek) — переписна місцевість (CDP) в США, в окрузі Карбон штату Юта. Населення — 12 осіб (2020).

## Географія
Клір-Крік розташований за координатами 39°38′36″ пн. ш. 111°9′17″ зх. д. / 39.64333° пн. ш. 111.15472° зх. д. (39.643364, -111.154837).  За даними Бюро перепису населення США в 2010 році переписна місцевість мала площу 0,53 км², уся площа — суходіл.

### Клімат
| Клімат : Клір-Крік                           | Клімат : Клір-Крік | Клімат : Клір-Крік | Клімат : Клір-Крік | Клімат : Клір-Крік | Клімат : Клір-Крік | Клімат : Клір-Крік | Клімат : Клір-Крік | Клімат : Клір-Крік | Клімат : Клір-Крік | Клімат : Клір-Крік | Клімат : Клір-Крік | Клімат : Клір-Крік | Клімат : Клір-Крік |
| Показник                                     | Січ.               | Лют.               | Бер.               | Квіт.              | Трав.              | Черв.              | Лип.               | Серп.              | Вер.               | Жовт.              | Лист.              | Груд.              | Рік                |
| Середній максимум, °C                        | −0,4               | 1,1                | 3,4                | 8,8                | 14,4               | 20,7               | 24,9               | 23,4               | 19,4               | 13,7               | 5,4                | 1,3                | 11,4               |
| Середній мінімум, °C                         | −14,2              | −13,2              | −10,7              | −5,7               | −2                 | 1,7                | 5,4                | 4,8                | 0,9                | −2,9               | −8,4               | −12,6              | −4,7               |
| Норма опадів, мм                             | 68                 | 58                 | 61                 | 46                 | 36                 | 33                 | 38                 | 51                 | 40                 | 39                 | 42                 | 73                 | 611                |
| -------------------------------------------- | ------------------ | ------------------ | ------------------ | ------------------ | ------------------ | ------------------ | ------------------ | ------------------ | ------------------ | ------------------ | ------------------ | ------------------ | ------------------ |
| Джерело: The Western Regional Climate Center |                    |                    |                    |                    |                    |                    |                    |                    |                    |                    |                    |                    |                    |

## Демографія
Згідно з переписом 2010 року, у переписній місцевості мешкали 4 особи в 3 домогосподарствах у складі 1 родини. Густота населення становила 8 осіб/км².  Було 42 помешкання (79/км²).
Расовий склад населення:
| - 100,0 % — білих |

До двох чи більше рас належало 0,0 %. Частка іспаномовних становила 0,0 % від усіх жителів.
За віковим діапазоном населення розподілялося таким чином: 0,0 % — особи молодші 18 років, 25,0 % — особи у віці 18—64 років, 75,0 % — особи у віці 65 років та старші. Медіана віку мешканця становила 68,5 року. На 100 осіб жіночої статі у переписній місцевості припадало 300,0 чоловіків;  на 100 жінок у віці від 18 років та старших — 300,0 чоловіків також старших 18 років.

Цивільне працевлаштоване населення становило 0 осіб. 